# 塔拉索纳
塔拉索纳，是西班牙阿拉贡自治区萨拉戈萨省的一个市镇。 总面积244平方公里，总人口1058人（2001年），人口密度43人/平方公里。

## 友好城市
- 法國 奥尔泰兹